# Église Notre-Dame-de-l'Assomption d'Ormesson
Pour les articles homonymes, voir église Notre-Dame-de-l'Assomption.
Ne doit pas être confondu avec Église Notre-Dame-de-l'Assomption d'Ormesson-sur-Marne.
L'église Notre-Dame-de-l’Assomption est une église située à Ormesson, en France.

## Localisation
L'église est située dans le département français de Seine-et-Marne, sur la commune d'Ormesson.

## Historique
L'édifice est inscrit au titre des monuments historiques depuis 1926.